# تشاك وركمان
تشاك وركمان (بالإنجليزية: Chuck Workman) هو لاعب كرة قاعدة أمريكي، ولد في 6 يناير 1915 في ليتون في الولايات المتحدة، وتوفي في 3 يناير 1953 في كانساس سيتي في الولايات المتحدة.

## وصلات خارجية
- تشاك وركمان على موقع دوري كرة القاعدة الرئيسي (الإنجليزية)
- تشاك وركمان على موقعبيزبول رفرنس.كوم (الدوري الرئيسي) (الإنجليزية)
- تشاك وركمان على موقعبيزبول رفرنس.كوم (الدوري الثانوي) (الإنجليزية)